# Platyzosteria polita
Platyzosteria polita är en kackerlacksart som beskrevs av Karlis Princis 1954. Platyzosteria polita ingår i släktet Platyzosteria och familjen storkackerlackor. Inga underarter finns listade i Catalogue of Life.